# Unionsbürgerschaft
Die Unionsbürgerschaft der Europäischen Union besitzen alle Staatsangehörigen der Mitgliedstaaten der Europäischen Union laut Art. 20 des Vertrags über die Arbeitsweise der Europäischen Union (AEUV) und Art. 9 Satz 2 und 3 des EU-Vertrages. Aus der Unionsbürgerschaft folgt eine Reihe von Rechten der Unionsbürger (EU-Bürger), insbesondere in den anderen Mitgliedstaaten, deren Staatsangehörigkeit sie nicht besitzen.

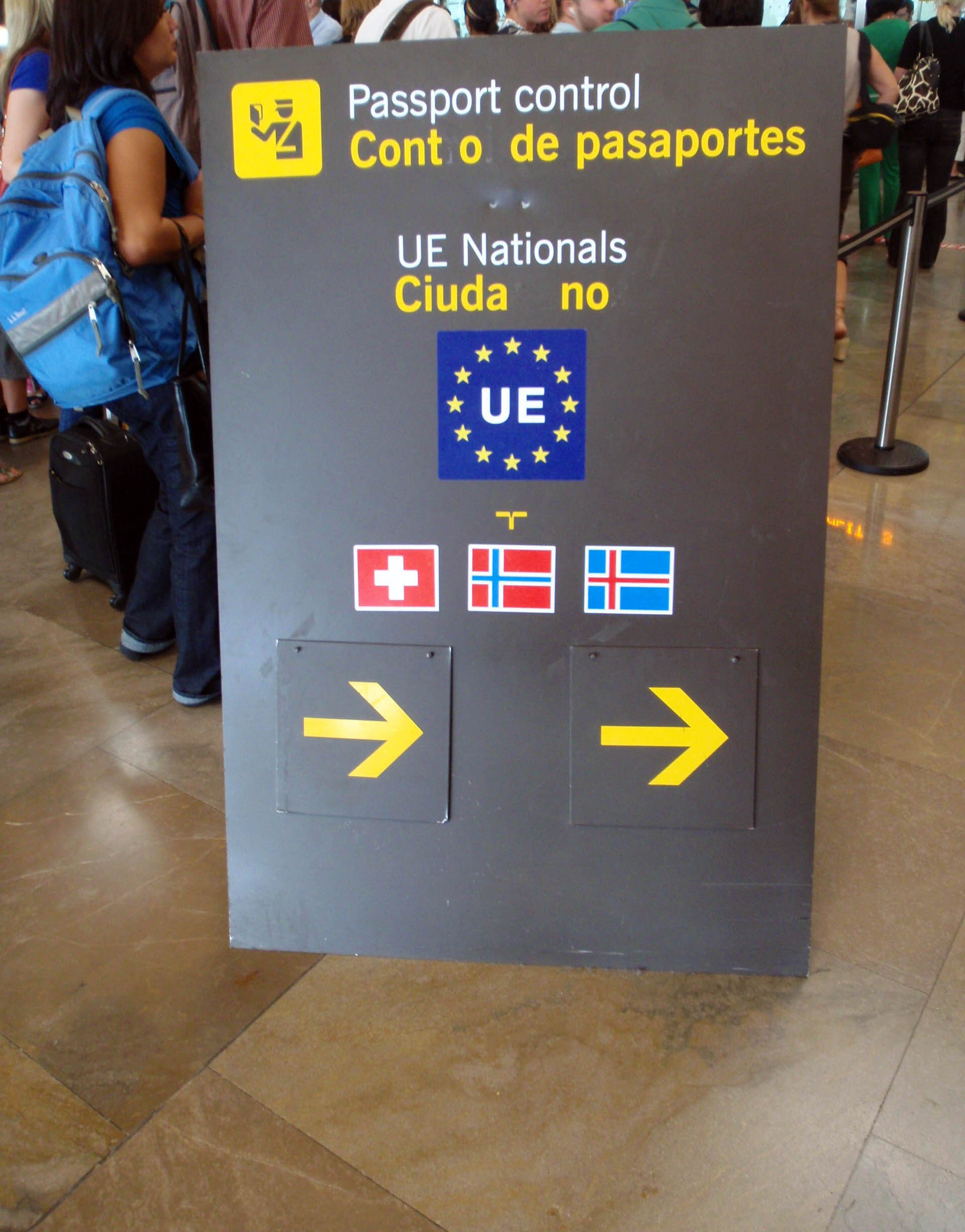
Passkontrolle am Flughafen Madrid-Barajas mit Umleitung für Unionsbürger (und Schweizer, Norweger, Isländer), 2009

## Staatsangehörige eines Mitgliedstaates
Die Unionsbürgerschaft ist keine eigene Staatsbürgerschaft, sondern ergänzt die nationale Staatsangehörigkeit, ohne diese zu ersetzen. Das europäische Recht trifft somit keine eigenständigen Regelungen über den Erwerb der Unionsbürgerschaft. Dies ist insoweit problematisch, als es in einzelnen Mitgliedstaaten verschiedene Kategorien der Staatsangehörigkeit gibt. Die Einwohner spezieller Gebiete der Europäischen Union haben teilweise keine vollständigen Staatsbürgerrechte. Dies betrifft einerseits die außereuropäischen Territorien der Mitgliedstaaten, andererseits aber auch in Europa gelegene Gebiete mit Sonderstatus. Dadurch werden auch (noch nicht vollständig geklärte) Probleme in Bezug auf die Unionsbürgerschaft aufgeworfen. So gibt es Staatsangehörige bestimmter Mitgliedstaaten, die keine Unionsbürger sind, und andere, deren Staatsangehörigkeit und damit die Unionsbürgerschaft ruhen.
In einer Erklärung zum Vertrag von Maastricht wurde festgelegt, dass die Mitgliedstaaten bekannt geben können, welcher Personenkreis als eigener Staatsangehöriger im Sinne des Unionsrechts zu betrachten ist. Somit bestimmen allein die Mitgliedstaaten, welche ihrer Staatsangehörigen die Rechtsstellung eines Unionsbürgers erhalten.

### Dänische Staatsangehörige ohne Unionsbürgerschaft
Die autonomen Färöerinseln sind dänisches Hoheitsgebiet, die Färinger besitzen die dänische Staatsangehörigkeit. Beim Beitritt Dänemarks zur EG wurde jedoch im Beitrittsvertrag festgehalten, dass die Färöer nicht der EG beitreten. Art. 4 des Protokolls Nr. 2 zur Beitrittsakte legt somit fest, dass die auf den Färöern ansässigen Staatsangehörigen nicht als Staatsangehörige eines Mitgliedstaates angesehen werden. Grönländer sind ebenfalls dänische Staatsangehörige. Das autonome dänische Gebiet Grönland wurde jedoch rückwirkend 1985 aus dem Anwendungsbereich der Verträge ausgenommen. Die Färinger und die Grönländer besitzen dänische Reisepässe. Anstelle des Aufdrucks „Den Europæiske Union“ steht jedoch „Føroyar“ bzw. „Kalaallit Nunaat“. Damit wird auch nach außen deutlich, dass die Angehörigen der autonomen dänischen Regionen keine Unionsbürger sind. In der Praxis haben allerdings Färinger und Grönländer die Wahl, sich einen lokalen oder einen europäischen Reisepass ausstellen zu lassen.

### Staatsangehörige der britischen Krone ohne Unionsbürgerschaft
Nach dem Austritt des Vereinigten Königreichs aus der Europäischen Union haben die Staatsangehörigen dieses Landes die Unionsbürgerschaft verloren. Schon zuvor waren die britischen Kanalinseln Guernsey und Jersey sowie die Isle of Man als unmittelbarer Kronbesitz des britischen Königshauses kein Teil des Vereinigten Königreichs und nach Art. 355 Abs. 5 AEUV nicht Teil der EU. Die Manxer und die Einwohner der Kanalinseln waren somit grundsätzlich keine Unionsbürger. Die Insulaner mit (Groß-)Eltern aus dem Vereinigten Königreich, die dort geboren wurden oder sich für eine Dauer von mindestens fünf Jahren im Vereinigten Königreich aufgehalten haben, hatten nach Art. 6 des Protokolls Nr. 3 zur Beitrittsakte durch diese enge Verbindung mit dem Vereinigten Königreich auch die Unionsbürgerschaft erworben. Durch diese Regelung genossen nur noch wenige Insulaner nicht die Vorzüge des Unionsbürgerstatus. Es gab entsprechend britische Pässe „British Islands Bailiwick of Guernsey“ mit dem Aufdruck „European Union“ oder ohne ihn. Entsprechendes galt für Jersey und die Isle of Man. Unabhängig davon sind die Inselbewohner als „British Citizens“ britische Staatsangehörige ersten Ranges.

### Ruhende Unionsbürgerschaft
Das spanische Staatsangehörigkeitsrecht kennt eine „ruhende Staatsangehörigkeit“ aufgrund verschiedener Abkommen über die doppelte Staatsangehörigkeit mit zwölf lateinamerikanischen Staaten. Spanische Staatsangehörige, die in einen dieser Staaten umsiedeln und dort eine lokale Staatsangehörigkeit annehmen, verlieren die spanische Staatsangehörigkeit nicht; diese ruht jedoch bis zu einer allfälligen erneuten Wohnsitznahme in Spanien. Mit diesem Ruhen erlöschen zeitweilig alle Rechte und Pflichten aus der spanischen Staatsangehörigkeit, also auch die Unionsbürgerschaft. Die ausgewanderten Spanier und deren Nachfahren sind somit eine Art Unionsbürger in Wartestand. Dieses Rechtsinstrument wird nach und nach auch rückwirkend auf vor Inkrafttreten der Vorschrift ausgewanderte Spanier und deren Nachfahren angewandt, wenn diese eine entsprechende Erklärung abgeben.

### Verlust der Unionsbürgerschaft durch Verlust der Staatsangehörigkeit
Das Staatsangehörigkeitsrecht der Mitgliedstaaten sieht unter bestimmten Voraussetzungen einen Verlust der Staatsangehörigkeit kraft Gesetzes oder durch Verwaltungsakt vor, so z. B. durch die freiwillige Annahme einer anderen Staatsangehörigkeit oder durch Rücknahme einer erschlichenen Einbürgerung. Falls die andere Staatsangehörigkeit die eines Drittstaates ist, geht damit automatisch die Unionsbürgerschaft verloren. Es gibt Stimmen in der Literatur, die dies kritisch sehen, da durch eine nationalstaatliche Entscheidung in eine europäische Rechtsposition eingegriffen wird. Mit dem Rottmann-Urteil stellte der EuGH 2010 klar, dass das Staatsangehörigkeitsrecht grundsätzlich in der Zuständigkeit des nationalen Gesetzgebers liegt und auch die Rücknahme der erschlichenen Staatsangehörigkeit mit dem Europarecht vereinbar ist. Dies gilt selbst dann, wenn der Betroffene dadurch staatenlos wird. Im Rahmen von Verhältnismäßigkeitserwägungen ist jedoch der Verlust der Unionsbürgerschaft zu berücksichtigen. Dies kann es notwendig machen, dem Betroffenen eine Frist einzuräumen, in welcher er versuchen kann, die Staatsangehörigkeit seines Herkunftsmitgliedstaats wiederzuerlangen.

### Unionsbürgerschaft bei Mehrfachstaatsangehörigkeit
Besitzt der Staatsangehörige eines Mitgliedstaates eine weitere Staatsangehörigkeit oder mehrere von Drittstaaten, bleibt die Unionsbürgerschaft unberührt. Die anderen Staatsangehörigkeiten sind dabei unbeachtlich, sie bestehen jedoch daneben mit allen daraus resultierenden Rechten und Pflichten nach dem nationalen Recht der Drittstaaten. Es steht dabei den Mitgliedstaaten nicht zu, die Wirksamkeit der Staatsangehörigkeit eines anderen Mitgliedstaates nach dem eigenen nationalen Recht zu beurteilen. So ist eine spanische Rechtsvorschrift, wonach der Staatsangehörigkeit Vorrang eingeräumt wird, die dem gewöhnlichen Aufenthalt des Betroffenen vor seiner Einreise nach Spanien entspricht, dann nicht anwendbar, wenn ein Unionsbürger dadurch in dieser Rechtsposition beschränkt wird.

## Der Bürger in der Union
Der Begriff der Unionsbürgerschaft wurde 1992 durch den Vertrag von Maastricht im Art. 17 EG-Vertrag eingeführt. Der Bürger, der Staatsangehöriger eines Mitgliedstaates der Europäischen Union ist, ist dadurch seit 1992 automatisch zugleich Unionsbürger. Seit dem 1. Dezember 2009 ist die Unionsbürgerschaft durch den Lissabonvertrag in Art. 20 über die Arbeitsweise der Europäischen Union (AEUV) geregelt. Die Unionsbürgerschaft ergänzt die nationale Staatsbürgerschaft, ersetzt sie aber nicht. Der Erwerb einer nationalen Staatsangehörigkeit richtet sich ausschließlich nach dem jeweiligen nationalen Recht. In Deutschland werden nichtdeutsche Unionsbürger umgangssprachlich EU-Ausländer genannt.
Durch die Unionsbürgerschaft entsteht zwischen Bürger und Union ein Rechtsverhältnis, das Rechte und Pflichten beinhaltet. Allerdings sind Pflichten für die Bürger (etwa eine europäische Wehrpflicht) bislang nicht vorgesehen. Zu den Rechten gehören insbesondere:
- Freizügigkeit,
- Diskriminierungsverbot,
- Kommunalwahlrecht am Wohnort,
- Wahlrecht zum Europäischen Parlament,
- diplomatischer und konsularischer Schutz,
- Petitions- und Beschwerderecht und das
- Recht, in einer der Amtssprachen der Europäischen Union mit der EU zu kommunizieren und in der gleichen Sprache eine Antwort zu erhalten.

### Diskriminierungsverbot
Für Unionsbürger gilt das aus Art. 18 Satz 1 AEUV folgende Verbot der Diskriminierung aufgrund der Staatsangehörigkeit. Damit ist jegliche rechtliche Schlechterstellung des Unionsbürgers vor allem gegenüber einem Inländer, aber auch gegenüber anderen Ausländern (Drittstaatsangehörigen) untersagt. Im Umkehrschluss bedeutet dies, dass dem Unionsbürger jeweils die günstigste Rechtsposition zusteht, die einem beliebigen anderen aufgrund der Staatsangehörigkeit zustünde (sog. Meistbegünstigung). Damit wirken sich Privilegierungen aufgrund bilateraler Verträge indirekt auf alle Unionsbürger aus.
Zu unterscheiden ist zwischen direkter und indirekter Diskriminierung. Eine direkte Diskriminierung fußt unmittelbar auf der (ausländischen) Staatsangehörigkeit. Diese liegt vor, wenn Ausländer von bestimmten Leistungen ausgeschlossen werden, ihre Rechtsverstöße höher sanktioniert werden oder sie höhere Gebühren zahlen müssen. Eine indirekte Diskriminierung liegt vor, wenn sich die schlechtere Rechtsposition nicht aus der ausländischen Staatsangehörigkeit, sondern z. B. aus einem Wohnsitz im Ausland ergibt – einen Wohnsitz im Ausland haben typischerweise eben Ausländer. Ob ein Verstoß gegen das indirekte Diskriminierungsverbot vorliegt, ist häufig schwer festzustellen. Nur weil von einer belastenden Allgemeinverfügung mehr EU-Ausländer als Inländer betroffen sind, muss diese nicht diskriminierend sein. Wenn durch die Verfügung jedoch gezielt Ausländer getroffen werden sollen, wäre diese unzulässig.
Jedoch ist eine Schlechterstellung dann nicht verboten, wenn sie durch europäisches Recht zugelassen ist oder auf sachgerechten Gründen beruht. So war zum Beispiel vor Inkrafttreten des EU-Rahmenbeschlusses über die Anwendung des Grundsatzes der gegenseitigen Anerkennung von Geldstrafen und Geldbußen die Erhebung einer Sicherheitsleistung gegenüber Betroffenen ohne festen Wohnsitz im Inland bei Verkehrsverstößen auch gegenüber Unionsbürgern unstreitig zulässig; die herrschende Meinung hält sie allerdings auch heute noch für zulässig. Nach der Mindermeinung ist jedoch ein höherer Verwaltungsaufwand zum Versenden von Bescheiden usw. ins Ausland, wenn diese letztendlich tatsächlich vollstreckt werden können, kein sachgerechter Grund.  Da es einen Rahmenbeschluss über den EU-Haftbefehl ist es nach dieser Ansicht auch nicht mehr nötig, dass man erleichtert Untersuchungshaft und Sicherheitsleistung gegenüber EU-Bürgern anfordern kann, die in einem anderen Mitgliedstaat leben.
Da der Unionsbürger seine europäischen Rechte nur im Geltungsbereich des Europarechts geltend machen kann, ist die sogenannte Inländerdiskriminierung europarechtlich zulässig. Das bedeutet, dass der Mitgliedstaat seinen eigenen Bürgern eine schlechtere Rechtsposition zuweisen darf als ausländischen Unionsbürgern. So kann zum Beispiel von den eigenen Staatsangehörigen eine qualifizierende Ausbildung verlangt werden (Meisterbrief), um ein bestimmtes Gewerbe ausüben zu dürfen, während von Unionsbürgern nur der Berufsabschluss und die entsprechende Berufserfahrung verlangt werden darf, die im Herkunftsland zur Ausübung des Gewerbes berechtigt.
Die Inländerdiskriminierung wird dadurch aufgeweicht, dass Inländer, die nach einem (längeren) Aufenthalt in einem anderen Mitgliedstaat in ihren Heimatstaat zurückkehren, ebenfalls nicht schlechter gestellt werden dürfen als in dem vorübergehenden Wohnsitzstaat. Die dort erworbenen Rechtspositionen müssen sie in der Heimat nicht aufgeben. Sollte also ein deutscher Elektriker (Facharbeiter), der in den Niederlanden eine Installationsfirma geführt und dort Lehrlinge ausgebildet hat, nach einigen Jahren nach Deutschland zurückkehren, dürfte ihm die Gründung einer Firma und die Lehrlingsausbildung nicht unter Verweis auf den fehlenden deutschen Meisterbrief verweigert werden.
Der Meisterzwang und die daraus folgende Inländerdiskriminierung wurden durch die Handwerksrechtsnovelle 2004 abgeschwächt, allerdings durch die am 14. Februar 2020 in Kraft getretene Novelle der Handwerksordnung wieder ausgedehnt.

### Freizügigkeit: Recht auf Aufenthalt und wirtschaftliche Betätigung
Jeder Unionsbürger hat nach Art. 21 Abs. 1 AEUV das Recht auf Freizügigkeit. Die konkreten Bedingungen zur Ausübung der Freizügigkeitsrechte regelt die Richtlinie über die Freizügigkeit 2004/38/EG. Das bedeutet, dass jeder Unionsbürger grundsätzlich das Recht hat, sich in der Europäischen Union frei zu bewegen, in jeden anderen Mitgliedstaat einzureisen und sich dort aufzuhalten. Dieses Aufenthaltsrecht kann jedoch zur Wahrung der berechtigten Interessen der Mitgliedstaaten eingeschränkt werden. Dazu bedarf es jedoch einer gegenwärtigen, schwerwiegenden Gefährdung eines Grundinteresses der Gesellschaft, die durch das persönliche Verhalten des Betroffenen verursacht wird. Mit der Dauer des Aufenthalts in einem anderen Mitgliedstaat wird die Eingriffsschwelle für eine Aufenthaltsbeendigung höher.
Konkret hat nach Artikel 6 der Freizügigkeitsrichtlinie jeder EU-Bürger das Recht, sich mit gültigem Reisepass oder Personalausweis für bis zu drei Monate in einem beliebigen Mitgliedstaat aufzuhalten. Artikel 7 regelt das Recht auf einen längeren Aufenthalt, wobei bestimmte Voraussetzungen über den Nachweis eines gesicherten Lebensunterhalts und eines umfassenden Krankenversicherungschutzes gelten und u. a. zwischen Arbeitnehmern, Studenten und Auszubildenden sowie Familienangehörigen unterschieden wird.
Neben der aufenthaltsrechtlichen Komponente beinhaltet das Freizügigkeitsrecht die Möglichkeit, sich in jedem Mitgliedstaat wirtschaftlich zu betätigen, das heißt, unselbständig oder selbständig tätig zu sein, Dienstleistungen zu erbringen usw. Zum Schutz des Arbeitsmarktes vor einem unkontrollierten Zuzug werden bei einem Beitritt neuer Staaten zur EU regelmäßig Übergangsvorschriften erlassen, die die Arbeitnehmerfreizügigkeit und diese flankierende Rechte (Entsendung von Arbeitnehmern, Arbeitnehmerverleih) vorübergehend einschränken. Diese Übergangsvorschriften gelten anfangs für drei Jahre, können jedoch nach zweimaliger Evaluation der weiteren Erforderlichkeit auf bis zu sieben Jahre verlängert werden. Dabei steht es den einzelnen Mitgliedstaaten frei, durch nationale Rechtssetzung eine der Arbeitnehmerfreizügigkeit vergleichbare Rechtsposition zu gewähren. Die anderen Freizügigkeiten, insbesondere das Aufenthaltsrecht, bleiben von den Übergangsvorschriften unberührt.

### Sozialleistungen
EU-Bürger können auf Antrag bis zu drei Monate lang in einem anderen EU-Staat diejenigen Leistungen beziehen, auf die sie in demjenigen EU-Staat Anspruch hätten, wo sie zuvor erwerbstätig waren. Dieser Zeitraum kann in begründeten Fällen auf bis zu sechs Monate verlängert werden.
EU-Mitgliedstaaten müssen EU-Bürger im Sozialrecht grundsätzlich gleichbehandeln. Davon abweichend können die Mitgliedstaaten einreisende EU-Bürger für drei Monate vom Bezug von Sozialhilfeleistungen ausschließen (Artikel 24, Absatz 2 der Freizügigkeitsrichtlinie). Der Europäische Gerichtshof (EuGH) bestätigte zudem, dass es mit EU-Recht vereinbar ist, arbeitssuchende EU-Bürger für drei Monate ohne Einzelfallprüfung von Hartz-IV-Leistungen auszuschließen (siehe auch: Erwerbsfähiger Leistungsberechtigter#Ausländer und Arbeitslosengeld II#Leistungsberechtigte Personen).
Antragstellern ohne Aufenthaltsrecht kann nach einem Urteil des EuGH das Kindergeld verweigert werden.

### Kommunalwahlrecht
Art. 22 AEUV verleiht jedem Unionsbürger mit Wohnsitz in einem Mitgliedstaat, dessen Staatsangehörigkeit er nicht besitzt, das aktive und passive Wahlrecht bei Kommunalwahlen in seinem Wohnsitz zu denselben Bedingungen wie den Angehörigen des betreffenden Staates.

### Europawahlrecht
Jeder Unionsbürger hat das Wahlrecht bei den Wahlen zum Europäischen Parlament. Er übt dieses Recht in der Regel in demjenigen Land aus, in dem er wohnt. Er kann aber auch beantragen, stattdessen in seinem Herkunftsland, also dem Land seiner Staatsangehörigkeit zu wählen.
Eine Mehrfachstimmabgabe (etwa im Wohnsitz- und im Herkunftsland oder bei doppelter Staatsangehörigkeit in beiden Herkunftsländern) ist nicht erlaubt, kann derzeit aber aufgrund unzureichenden Informationsaustausches zwischen den EU-Staaten kaum verhindert werden. Das Bekanntwerden der Doppelstimmabgabe von Die-Zeit-Chefredakteur Giovanni di Lorenzo bei der Europawahl 2014 führte zu 44 Einsprüchen gegen die Gültigkeit der Wahl.
Der Wahlprüfungsausschuss des Bundestags hat alle Einsprüche am 5. Februar 2015 als „unbegründet“ abgewiesen. Argumentiert wurde, dass nur dieser eine Fall bekannt sei und dieser offenkundig keinen Einfluss auf den Ausgang der Europawahl gehabt habe. Das Statement Bundestagsvizepräsident Johannes Singhammers dazu lautete: im Anbetracht einer „erheblichen Zahl“ an Doppelstaatlern bestehe dringender Handlungsbedarf, diese Regelungslücke zu schließen. Laut Bundeswahlleiter wäre die einfachste Lösung, wenn Doppelstaatler künftig nur noch in ihrem „Wohnsitzmitgliedstaat“ wählen dürften.
Das Europäische Parlament schlug 2015 eine Reform des Europawahlrechts vor, die einen besseren Informationsaustausch zwischen den Mitgliedstaaten vorsieht, um auf diese Weise doppelte Stimmabgabe zu verhindern.

### Diplomatischer und konsularischer Schutz

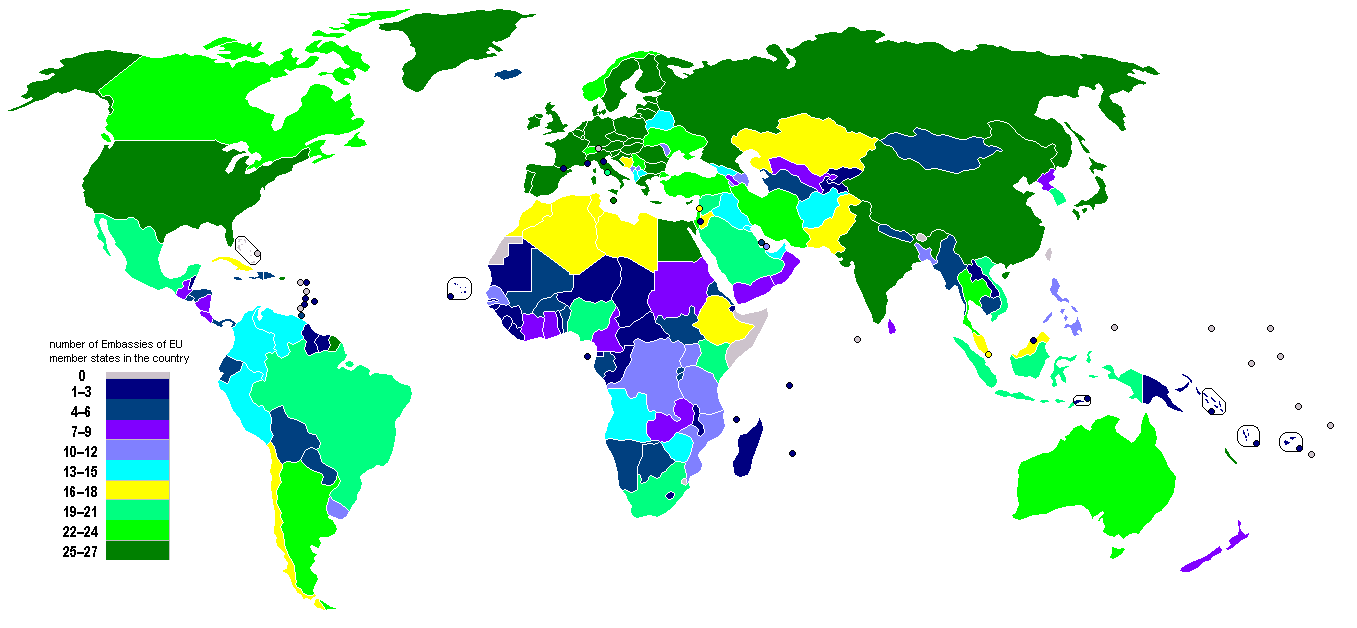
Weltweite Verteilung von Botschaften der EU-Mitgliedsstaaten

Ist sein Heimatstaat in einem dritten Staat nicht vertreten, so steht einem Unionsbürger der diplomatische und konsularische Schutz eines jeden anderen Mitgliedstaates zu. Dieser Schutz beläuft sich auf Hilfe bei Todesfällen, bei schweren Unfällen oder Erkrankungen, Hilfe bei Festnahmen oder Haft, Hilfe für Opfer von Gewaltverbrechen und Hilfsleistungen für Unionsbürger in Not sowie ihre Rückführung. Dieses Recht ist in Art. 23 AEUV verankert:

„Jeder Unionsbürger genießt im Hoheitsgebiet eines dritten Landes, in dem der Mitgliedstaat, dessen Staatsangehörigkeit er besitzt, nicht vertreten ist, den diplomatischen und konsularischen Schutz eines jeden Mitgliedstaats unter denselben Bedingungen wie Staatsangehörige dieses Staats. Die Mitgliedstaaten vereinbaren die notwendigen Regeln und leiten die für diesen Schutz erforderlichen internationalen Verhandlungen ein.“

Die Richtlinie (EU) 2015/637 des Rates vom 20. April 2015 stellt klar, unter welchen Umständen und in welcher Form EU-Bürger Anspruch auf Unterstützung durch Botschaften oder Konsulate anderer EU-Länder haben, wenn sie außerhalb der EU in eine Notlage geraten.

### Petitions- und Beschwerderecht
Jeder Unionsbürger hat das Recht, in Angelegenheiten, die in die Tätigkeitsbereiche der Gemeinschaft fallen und die ihn unmittelbar betreffen, Petitionen an das Europäische Parlament zu richten gemäß Art. 24 Abs. 1 in Verbindung mit Art. 227 AEUV. Der Unionsbürger kann sich wegen Missständen bei Tätigkeiten der Organe oder Institutionen der Union mit Beschwerden an den Europäischen Bürgerbeauftragten (Art. 29 in Verbindung mit Art. 228 AEUV) wenden.

## Privilegierte Drittstaatsangehörige
Das Freizügigkeitsrecht und das Diskriminierungsverbot gelten gem. Art. 326 sowie Art. 20 EUV und Art. 4 und 28 des Abkommens über den Europäischen Wirtschaftsraum (EWR-Abkommen) auch für die Bürger von Norwegen, Island und Liechtenstein.
Mit den bilateralen Verträgen der EU mit der Schweiz wurden diese Rechte im Grundsatz auch auf die Schweizer Bürger ausgeweitet, es gibt jedoch marginale Abweichungen.
Die Freizügigkeitsrechte gelten auch für bestimmte Familienangehörige von Unionsbürgern. Diese besitzen kein eigenes Freizügigkeitsrecht, sondern leiten dieses von der Rechtsstellung des Unionsbürgers etc. ab.
Die Bürger der EWR-Staaten und der Schweiz sowie die privilegierten Familienangehörigen sind jedoch weiterhin Drittstaatsangehörige und keine Unionsbürger.
Eine vergleichbare Rechtsstellung genießen aufgrund von Beschlüssen des Assoziierungsrates EWG – Türkei auch bestimmte türkische Staatsangehörige, die in einem Mitgliedstaat als Arbeitnehmer tätig sind, und deren Familienangehörige. Diese Rechtsstellung ist jedoch auf diesen Mitgliedstaat beschränkt.

## Statistik
Am 1. Januar 2018 waren unter den 512,4 Millionen in der EU lebenden Personen 22,3 Millionen Personen (4,4 %) nicht EU-Bürger, und 0,825 Millionen Personen (0,16 %) waren im Jahr zuvor in einem EU-Land eingebürgert worden.